# 鄉長厝
鄉長厝，是新北市汐止區的一個地名，位於該區東部的基隆河北岸。相較於今日行政區，其範圍大致包括拱北里東部邊界地帶、鄉長里、江北里不含西北端。

## 歷史
台灣清治末期至日治前期，鄉長厝地區為一街庄，稱為「鄉長厝庄」，隸屬於石碇堡。該庄西北與叭嗹港庄、北港庄為鄰，東北與友蚋庄為鄰，東南邊及西南邊隔基隆河與保長坑庄、水返腳街、樟樹灣庄為界。
1901年（日治明治三十四年）11月，該庄隸屬於基隆廳，編入第十四區。1905年（明治三十八年）7月，第十四區、第十五區、第十六區、第十九區合併為「水返腳區」。1920年（大正九年），該庄改制為「鄉長厝」大字，隸屬於臺北州七星郡汐止街，大字下有「鄉長厝」、「過港」小字名。
戰後汐止街改制為汐止鎮，隸屬於臺北縣，大字亦改制為里。1999年6月，汐止鎮升格為汐止市。2010年12月，臺北縣升格為新北市，汐止市改制為汐止區。

## 交通
國道1號大致以東北－西南走向鄉長厝地區南部，並在境內設有汐止交流道，可由此向東北前往基隆，或向西南前往台北、桃園、新竹及中南部各地。
省道台5乙線為汐止交流道通往台5線本線的連絡道路。